# Torsten Tiebout
Torsten Tiebout är en musiker (viola och violin) från Helsingfors.

## Biografi
Torsten Tiebout är alumn från Internationale Händel-Akademie i Karlsruhe, där han var Anne Katharina Schreibers elev. Han är medlem (2020) i Helsingfors stadsorkester och kammarorkestern Avanti! i samma stad. Utom som klassisk musiker har Tiebout spelat bl.a. med de finländska jazzmusikerna John Storgårds och Antti Sarpila samt med rockmusikern Pave Maijanen.
På sin fritid har han spelat fotboll för olika klubbar i hobbyligan i Helsingfors sedan 2012, bl.a. för den tyska invandrarklubben FC Germania Helsinki.

## Diskografi (i urval)
- Pehr Henrik Nordgren Violin Concerto No. 4 / Cronaca, 1996, Ondine
- Yari Ihanat naiset rannalla / Tuliportaat, 1998, Pyramid
- Pave Maijanen Mestarit Areenalla, 1999, EMI Finland/BMG Finland
- Antti Sarpila, Severi Pyysalo New moods, new sounds, 2001, Blue Note Records
- Erkki-Sven Tüür Oxymoron, 2007, ECM Records
- Johanna Grüssner, Patrick Wingren, Marcus Söderström & Wegeliuskvartetten I Sagans Värld, 2014, Wonderland
- Torsten Tiebout, Päivi Severeide, Erica Nygård Ensemble Transparent : Finnish Music for Flute, Viola and Harp, 2020, Pilfink Records